# 湛东升
湛东升（1965年11月—），中华人民共和国经济师、银行家。

## 生平
1965年11月，湛东升出生，大学毕业于西南农业大学（今西南大学）农学系。
早年，湛东升在农业部、中央财经领导小组办公室工作。
2008年0月，湛东升加入中国农业银行，2014年5月升任四川省分行行长，2019年2月升任中国农业银行副行长。
2021年5月，湛东升调任中国农业发展银行党委副书记、行长，7月兼任副董事长。2024年10月22日，湛东升出任中国农业发展银行党委书记、副董事长、行长，接替钱文挥。